# Christoph Gruel
Christoph Gruel, auch Christoff Gruel († wohl 1596) war ein deutscher Hochschullehrer und Kommunaljurist. Er lehrte an der Universität Greifswald und war Stadtsyndikus von Greifswald.

## Leben
Christoph Gruel war ein Angehöriger einer alten, aus Mecklenburg stammenden Patrizierfamilie. Sein Vater Peter Gruel († 1559) war zunächst Hochschullehrer an der Universität Greifswald und später Ratsherr, dann Bürgermeister von Greifswald.
Christoph Gruel war ab 1559 Professor an der Juristenfakultät der Universität Greifswald. Als 1560 der junge Prinz Ernst Ludwig von Pommern an der Universität studierte und mit der Ernennung zum Rektor auf ein Jahr geehrt wurde, war Christoph Gruel unter ihm Vizerektor. Im Jahre 1575 wurde Christoph Gruel selber für ein Jahr Rektor der Universität.
Ab 1561 war Christoph Gruel daneben Stadtsyndikus von Greifswald.
Er starb wahrscheinlich im Jahre 1596.